# Celama exumbrata
Celama exumbrata är en fjärilsart som beskrevs av Inoue 1976. Celama exumbrata ingår i släktet Celama och familjen trågspinnare. Inga underarter finns listade i Catalogue of Life.